# Pirševo
Pirševo – wieś w Słowenii, w gminie Kamnik. W 2018 roku liczyła 31 mieszkańców.